# Fabián Bustos
Fabián Daniel Bustos (Córdoba, 28 marzo 1969) è un allenatore di calcio, dirigente sportivo ed ex calciatore argentino, di ruolo attaccante, tecnico dell'Universitario.

## Palmarès

### Allenatore
- Primera Categoría Serie B: 2

Delfín: 2015
- Campionato ecuadoriano: 2

Delfín: 2019
Barcelona SC: 2020
- Campionato peruviano: 1

Universitario: 2024